# Pedro Raul
Pedro Raul Garay da Silva (ur. 5 listopada 1996 w Porto Alegre) – brazylijski piłkarz występujący na pozycji napastnika, od 2024 roku zawodnik Corinthians.